# 信和ホテルズ
信和ホテルズ株式会社（英: SHINWA HOTELS Co.,Ltd.）は、兵庫県神戸市に本社を置くホテルの開発・運営業務を行う会社である。大阪市中央区に本社を置く建設会社である信和建設のグループ企業。

## 概要
「ホテルプラザ神戸」を経営するほか、グループ企業の信和不動産が保有する「ライズホテル大阪北新地」「ライズホテル大阪なんば」の運営を行う。

## 沿革
- 1998年（平成10年）- 株式会社ホテルプラザ神戸として設立。同年9月に「ホテルプラザ神戸」が開業。
- 2011年（平成23年）- 信和建設のグループ傘下となる
- 2016年（平成28年）- ホテル2号店を計画。大阪市内に用地を取得し、工事着工。
- 2018年（平成30年）
  - 株式会社SHINKAホテルズに社名変更。
  - 4月 - ライズホテル大阪北新地が開業。
- 2021年（令和3年）
  - 2月 - ホテルWBFなんばえびすをグループ会社の信和不動産が取得。新名称は「ライズホテル大阪なんば」[1]。
  - 9月 - ホテルプラザ神戸3階にケーキショップ「KARIN」をオープン。
- 2022年（令和4年）
  - 4月 - ライズホテル大阪北新地1階に直営カジュアルフレンチレストラン「un-treize（アントレーズ）」オープン。
  - 9月 - ライズホテル大阪北新地1階にオリジナルケーキショップ「KARIN」2号店をオープン。
- 2022年（令和4年）10月1日 - 信和ホテルズ株式会社に社名変更。
- 2023年（令和5年）
  - 8月 -「ホテルプラザ神⼾」館内での〈いちごの水耕栽培システム〉について、神戸大学との産学連携プロジェクトが始動。
  - 9月6日 -「ホテルプラザ神戸」内にバイキングレストラン「SORA」グランドオープン。
  - 10月1日 -「ライズホテル大阪なんば」グランドオープン。
- 2024年（令和6年）5月 - サンリオの7キャラクターとコラボレーションした「サンリオキャラクターズ ルーム」を新設。

## 運営中の施設一覧
- ホテルプラザ神戸 - 兵庫県神戸市東灘区向洋町中2丁目9番1号
- ライズホテル大阪北新地 - 大阪府大阪市北区堂島1丁目1-13
- ライズホテル大阪なんば - 大阪府大阪市浪速区敷津東3丁目4番21号